# Mortinsart
Mortinsart est un village de la commune belge d'Étalle située en Région wallonne dans la province de Luxembourg.
Avant la fusion des communes de 1977, Mortinsart faisait partie de la commune de Villers-sur-Semois.

## Situation
Ce petit village gaumais d'une trentaine d'habitations se situe entre les villages d'Étalle, de Villers-sur-Semois et de Houdemont.

## Description
La localité, à l'habitat assez concentré, se compose principalement de maisons et fermettes aux façades en crépi précédées d'usoirs (cours où le charroi agricole et/ou le fumier étaient entreposés). L'environnement est constitué de pâturages, de haies et de bosquets.

## Patrimoine
Au centre du village, se dresse une originale croix en fonte à huit branches sur socle de pierre de taille et entourée d'un enclos en fer forgé sur lequel on peut lire la mention : O CRUX AVE.
Le lavoir de Mortinsart situé au sud du village est repris sur la liste du patrimoine immobilier classé d'Étalle depuis 1982.
Un abreuvoir constitué de deux bacs en pierre de taille et deux anciens poteaux indicateurs en fonte font aussi partie du patrimoine du village.